# Kernkraftwerk Mezamor

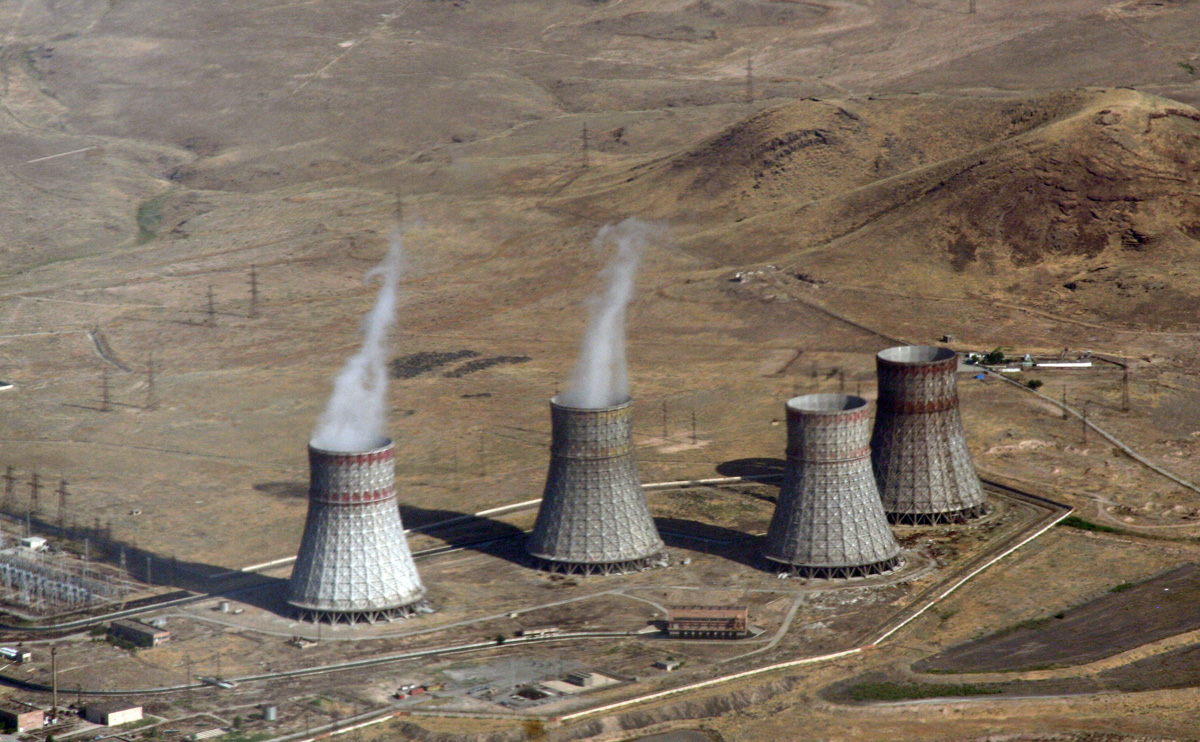
Die Kühltürme des Kernkraftwerks

Mezamor (armenisch Մեծամոր ատոմակայան, auch Medzamor, englische Transkription: Metsamor), zur Zeit der Armenischen SSR hieß es Kernkraftwerk Oktemberjan, ist das einzige Kernkraftwerk in Armenien und des gesamten Kaukasus. Es ist nach der nahe liegenden modernen Stadt Mezamor (armenisch Մեծամոր) und dem gleichnamigen Fluss Mezamor benannt, aus dem das Kernkraftwerk auch sein Kühlwasser bezieht. Das Betriebsgelände befindet sich 30 Kilometer westlich der Hauptstadt Jerewan, im Nordosten der Provinz Armawir.

## Geschichte
Das Kernkraftwerk besteht aus zwei Druckwasserreaktoren vom sowjetischen Typ WWER-440/270 (eine Version des WWER-440/230). Die Version 270 hat noch zusätzlich seismische Verbesserungen. Der Block 1 wurde am 15. Dezember 1976 zum ersten Mal kritisch, der Block 2 am 5. Januar 1980. Die erste Netzsynchronisation des ersten Blocks erfolgte 1976, die von Block 2 1980. Im Dezember 1976 fuhr der erste Block das erste Mal in voller Nennleistung, der zweite Block im November 1977.
Der Grund für den Bau war die Armut an fossilen Energieträgern der Armenischen SSR. Eigner ist das armenische Energieministerium. Das Kernkraftwerk wird betrieben von der Aktiengesellschaft Armenisches Kernkraftwerk.
1989 mussten beide Reaktoren nach dem Erdbeben von Spitak vorläufig abgeschaltet werden. Dies geschah auf politischen Druck der Vereinigten Staaten, denn die Reaktoren haben in 90 km Entfernung vom Epizentrum das Erdbeben relativ unbeschadet überstanden. Sie waren aufgrund des Erdbebenrisikos in der Region mit einer erhöhten technischen Robustheit gebaut worden. Mezamor-2 wurde 1996 nach einigen Verbesserungsmaßnahmen, durchgeführt mit russischer Hilfe, wieder in Betrieb genommen. Mezamor-1 hingegen wurde endgültig stillgelegt.
Am 4. Juni 2014 wurde die Betriebserlaubnis von Mezamor-2 bis zum 10. Juni 2019 verlängert; Russland unterstützt Armenien bei Instandsetzungsarbeiten.

## Sicherheit
Mezamor gilt als recht unsicheres Kernkraftwerk, da es nicht nur technisch veraltet ist, sondern auch in einer stark erdbebengefährdeten Region liegt. Einer der wenigen Vorteile gegenüber anderen Leichtwasserreaktor-Typen ist der absperrbare Reaktor-Kühlkreislauf: Sollte ein Leck auftreten, kann dieses mit Ventilen isoliert werden, was bei anderen Reaktortypen aufgrund der höheren hydrodynamischen Kräfte und des relativ zur Leistung kleineren Wasserinventars nicht möglich ist (sie sind ausschließlich auf die Notkühlung angewiesen). Die Anlage erzeugt rund 40 % des in Armenien erzeugten elektrischen Stromes und erlaubt dem Staat, bis zu 150 Megawatt nach Georgien zu exportieren. Voraussetzung für eine Abschaltung Mezamors ist nach Ansicht der armenischen Regierung der Bau eines neuen Reaktors mit einer Leistung von mindestens 1000 MW, für den Kosten in Höhe von vier Milliarden US-Dollar veranschlagt werden.
Den Auftrag über den Rückbau des stillgelegten Reaktors 1 hat ein Konsortium erhalten, das von der deutschen Nukem Technologies GmbH angeführt wird und dem auch der deutsche Staatskonzern Energiewerke Nord GmbH angehört, der in Deutschland mit dem Rückbau der ehemaligen DDR-Kraftwerke Greifswald und Rheinsberg betraut ist.
Bis heute (Juli 2015) liegen Absichten, jedoch keine konkreten Pläne für einen Reaktorneubau vor. Armenien plant mit Hilfe der russischen Regierung Mezamor 2 nachrüsten zu lassen, um eine Laufzeitverlängerung zu ermöglichen. Ein Abkommen darüber wurde im Dezember 2014 unterschrieben, im Februar 2015 wurde eine Vereinbarung über ein russisches Darlehen unterzeichnet, das 30 Millionen US-Dollar betragen soll.
Mit den Nachrüstungen könnte Mezamor 2 bis 2026 weiterbetrieben werden und würde damit viel später vom Netz genommen, als die baugleichen Einheiten in den EU-Ländern Kernkraftwerk Greifswald in Deutschland, Kernkraftwerk Kosloduj in Bulgarien und Kernkraftwerk Bohunice in der Slowakei, die wegen massiver Sicherheitsbedenken alle bereits vom Netz genommen wurden.

## Störfälle
Am 15. Oktober 1982 kam es zu einem Kurzschluss in einer Bor-Pumpe von Block 1. Der elektrische Schutz der Pumpe funktionierte nicht, weshalb das Kabel und der Motor überhitzten. Dadurch brach an mehreren Stellen am Kabel ein Feuer aus. Der Rauch gelangte bis in die Schaltwarte des Blocks. Das Feuer sprang auf vier parallel liegende Kabel über und breitete sich weiter aus. Durch die Zerstörung mehrerer Kabel der Steuerung kam es zu einer Reihe von Störungen. Der Feueralarm in den Kabelschächten schlug an, jedoch versagte die Löschfunktion. Das Feuer zerstörte die Stromleitungen der Dieselgeneratoren und auch die Stromkabel zum externen Stromnetz. Der Brand verursachte einen Totalausfall des Kraftwerks. Es wurden improvisierte Stromleitungen gelegt um die Nachzerfallswärme aus dem Reaktor abführen zu können. Die rauchgefüllte Schaltwarte wurde „bedient“, indem die Operateure einzeln hineineilten, kurze Manipulationen vornahmen und wieder herauseilten, da keine Gasmasken vorhanden waren. Das Maschinenhaus brannte vollständig ab. Nach dem Feuer wurde ein manuelles Abschaltsystem in die Bor-Pumpen eingebaut und die Kabel mit einer feuerfesten Hülle versehen. Auch das Feuerschutzsystem wurde verbessert. Außerdem wurden häufiger Kontrollen der Kabel durchgeführt.

## Militärische Drohungen seitens Aserbaidschan
Am 16. Juli 2020, während der Grenzstreitigkeiten mit Armenien, drohte der Sprecher des aserbaidschanischen Verteidigungsministeriums Vagif Dargahli das Kernkraftwerk anzugreifen. Er sagte ins deutsche übersetzt: „Die armenische Seite sollte im Hinterkopf behalten, dass unser Land überlegene Raketen besitzt, die einen Präzisionsschlag gegen das Kernkraftwerk Mezamor durchführen können, was zu einem großen Desaster für Armenien führen würde“.
Armeniens Außenministerium reagierte auf die Drohung, es zeige das „Ausmaß der Verzweiflung und die Krise der Vernunft der politisch-militärischen Führung von Aserbaidschan“, es sei eine „ungeheuerliche Verletzung des Völkerrechts im Allgemeinen und des ersten Zusatzes der Genfer Konventionen im Speziellen. Solche Drohungen demonstrieren eindeutig den Staatsterrorismus und die Genozid-Absicht von Aserbaidschan“.

## Sonstiges
2011 behauptete National Geographic, Mezamor sei heutzutage womöglich das gefährlichste Kernkraftwerk der Welt. Laut Darstellungen des Fotografen Stefano Morelli, der im Januar 2016 die Gegend besucht hatte, leben hier trotz aller Risiken rund 10.000 Menschen, darunter 1.000 Mitarbeiter des Kernkraftwerks.
Der World Nuclear Association zufolge erzeugte das Kernkraftwerk Mezamor 2016 31 Prozent der Gesamtelektrizität der Republik Armenien.

## Daten der Reaktorblöcke
Das Kernkraftwerk Mezamor hat insgesamt zwei Blöcke:
| Reaktorblock | Reaktortyp   | Netto- leistung | Brutto- leistung | Baubeginn  | Netzsyn- chronisation | Kommer- zieller Betrieb | Abschal- tung  |
| ------------ | ------------ | --------------- | ---------------- | ---------- | --------------------- | ----------------------- | -------------- |
| Mezamor 1    | WWER-440/270 | 376 MW          | 408 MW           | 01.07.1969 | 22.12.1976            | 06.10.1977              | 25.02.1989     |
| Mezamor 2    | WWER-440/270 | 376 MW          | 408 MW           | 01.07.1975 | 05.01.1980            | 03.05.1980              | (2036 geplant) |